# Лев XIV
Папа Лев XIV (лат. Leo XIV; ім'я при народженні Рóберт Фрéнсіс Прéвост; англ. Robert Francis Prevost; нар. 14 вересня 1955, Чикаго, Іллінойс, США) — 267-й Папа Римський (від 8 травня 2025 року), американсько-перуанський католицький прелат, який є главою Католицької церкви та сувереном Держави-міста Ватикан.
З 2023 року він обіймав посаду префекта Дикастерії у справах єпископів та президента Папської комісії у справах Латинської Америки. Раніше він служив єпископом Чиклайо в Перу від 2015 до 2023, а також був генеральним пріором Ордену Святого Августина від 2001 до 2013.
У 2015 році кардинал Превост став натуралізованим громадянином Перу, що підтверджується Національним реєстром актів цивільного стану Перу.
8 травня 2025 року його обрано Папою Римським. Він став першим американцем, який обійняв цю посаду. 18 травня 2025 року на площі Святого Петра у Ватикані відбулась церемонія його інтронізації. На месі були присутні близько 250 тисяч паломників.

## Життєпис

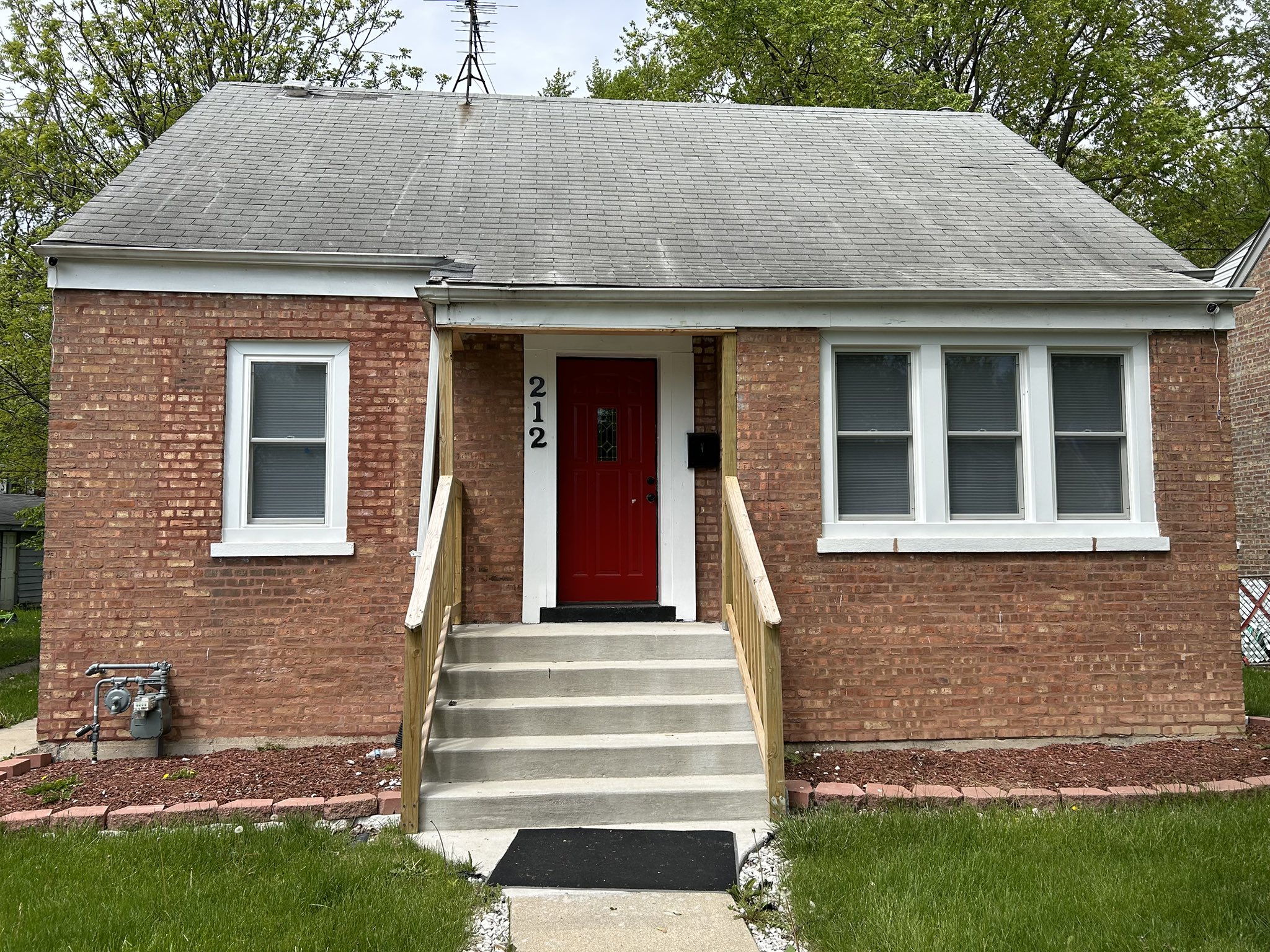
Будинок дитинства Роберта Френсіса Превоста в Долтоні, штат Іллінойс

Роберт Френсіс Превост народився в Чикаго 14 вересня 1955 року в сім'ї Луї Маріуса Превоста і Мілдред Мартінес. Його батько, ветеран Військово-морських сил США часів Другої світової війни та шкільний адміністратор, мав французьке й італійське походження, а мати — іспанське.. У дитинстві Роберт відвідував церкву Святої Марії Вознесіння на 137 вулиці в Чикаго. Він закінчив середню освіту у католицькій школі Ордену Святого Августина у 1973 році. Здобув ступінь бакалавра наук з математики в Університеті Вілланова в 1977 році.
Вирішивши стати священником, Превост приєднався до Ордену Святого Авґустина у вересні 1977 року. Він склав перші обітниці ордену у вересні 1978 року, а урочисті обітниці — у серпні 1981 року. Наступного року він отримав ступінь Магістр богослов'я в Католицькій теологічній спілці в Чикаго.
Превост розмовляє англійською, іспанською, італійською, французькою та португальською мовами, а також може читати латинською та німецькою. Під час свого перебування в Перу він також вивчив мову кечуа.

### Августинець (1982—2025)

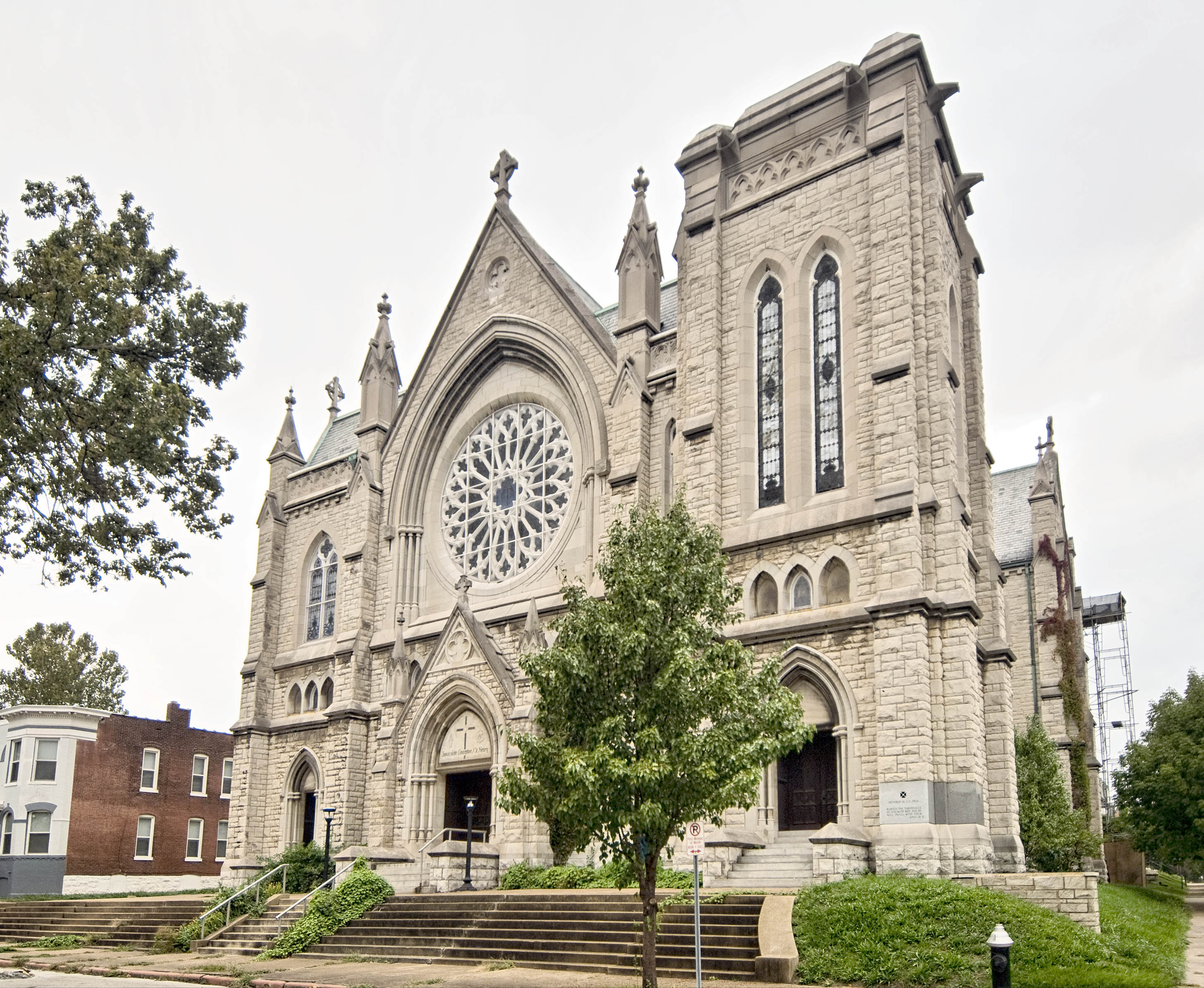
Перший рік, або новіціят, Превоста як августинця минув у церкві Непорочного Зачаття в Сент-Луїсі, штат Міссурі.

Роберта Превоста висвятив на священника архієпископ Жан Жадо для Августинців у Римі 19 червня 1982 року. Він здобув Ліценціат з канонічного права в 1984 році і ступінь Доктора канонічного права у 1987 році в Папському Університеті св. Томи Аквінського в Римі.
Превост приєднався до августинської місії в Перу в 1985 році й служив канцлером Територіальної прелатури Чулуканас від 1985 до 1986. Повернувся в Перу в 1988 році й наступні десять років керував августинською семінарією в Трухільйо. Викладав канонічне право в єпархіальній семінарії та служив проректором з навчальної роботи. Превост був суддею регіонального церковного суду й членом Колегії консульторів Трухільйо. Також очолював громаду на околицях міста..
У 1998 році Превост обраний провінціалом Августинської провінції Чикаго і повернувся в Сполучені Штати, щоб обійняти цю посаду 8 березня 1999 року.
У 2000 році Превост дозволив отцю Джеймсу Рею, августинському священнику, проживати в монастирі Святого Джона Стоуна в Чикаго. Рей був відсторонений від публічного служіння 1991 року через достовірні звинувачення в сексуальному насильстві над неповнолітніми. Хоча монастир перебував поблизу католицької початкової школи, Превост не повідомив адміністрацію школи про Рея. Августинці зазначили, що Рею був призначений наглядач під час перебування в монастирі Святого Джона Стоуна. Рея перевели на інше місце проживання у 2002 році, коли Конференція католицьких єпископів США ухвалила суворіші правила поводження зі священниками, звинуваченими в насильстві над неповнолітніми.
У 2001 році Превост був обраний на шестирічний термін як Генеральний настоятель Августинців. У 2007 році його обрано на другий шестирічний термін. У 2013-2014 роках Превост обіймав посаду в церкві Святого Августина в Чикаго, а також був першим радником і провінційним вікарієм провінції Матері Божої Доброї Поради, яка охоплює середньозахідну частину Сполучених Штатів.

### Єпископ Чиклайо

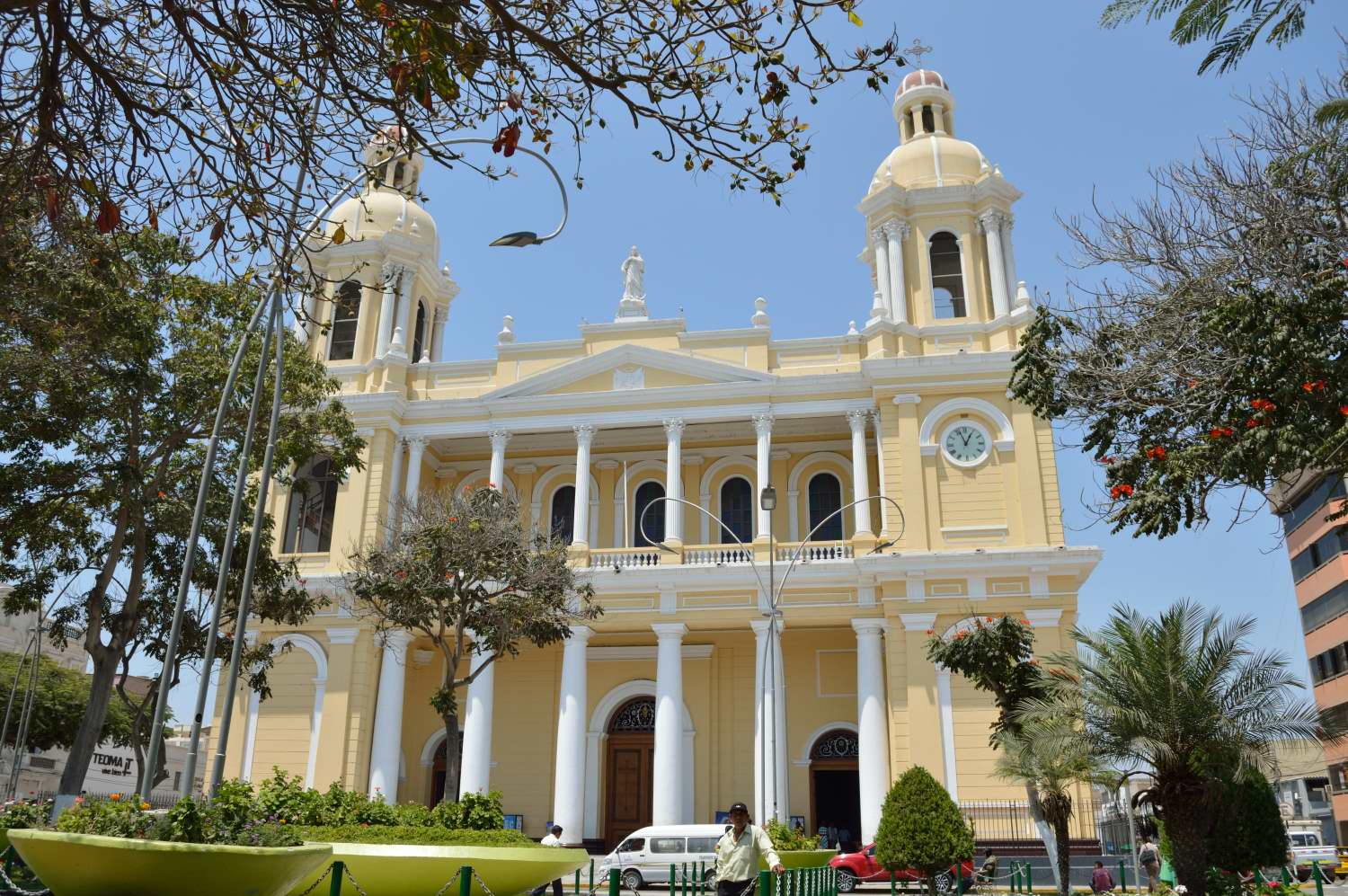
Собор пресвятої Марії в Чиклайо

3 листопада 2014 року Папа Франциск призначив Превоста апостольським адміністратором єпархії Чиклайо в Перу і титулярним єпископом у Суфар. Він отримав єпископське посвячення 12 грудня 2014 року в Соборі пресвятої Марії в Чиклайо. 26 вересня 2015 року він був призначений єпископом Чиклайо.
13 липня 2019 року Превост був призначений членом Конгрегації у справах духовенства в Римі, хоча спочатку він заявив, що лише смиренні мають право на це. 15 квітня 2020 року він був призначений апостольським адміністратором Кальяо в Перу. 21 листопада 2020 року Франциск призначив його членом Конгрегації у справах єпископів.
Імовірні жертви насильства, що датується 2007 роком, від двох священників, стверджували, що Превост не розпочав розслідування у 2022 році.
У рамках Єпископської конференції Перу Превост служив у постійній раді у 2018—2020 роках.. У 2019 році він був обраний президентом її Комісії з питань освіти та культури. Також був членом керівництва Карітас Перу. Превост мав приватну аудієнцію з Франциском 1 березня 2021 року,, що підживило спекуляції щодо його нового призначення або в Чикаго, або в Рим.

### Дикастерія у справах єпископів
30 січня 2023 року Папа Франциск призначив Превоста префектом Дикастерії у справах єпископів з титулом архієпископа-єпископа емерита Чиклайо..
Цей офіс відповідає за оцінку й рекомендацію кандидатів на єпископат по всьому світу. Ця роль підвищила видимість та вплив Превоста в Католицькій церкві, потенційно підвищуючи його профіль напередодні будь-якого майбутнього папського конклаву.
На консисторії 30 вересня Папа Франциск призначив його кардиналом-дияконом Капели Санта-Моніка-дельї-Агостініані в Римі. 6 лютого 2025 року Франциск підвищив Превоста до кардинала-єпископа, призначивши його в Субурбікарну дієцезію Альбано в провінції Рим.

## Погляди

### Церковна політика
У травні 2023 року Превост наголошував на важливості єпископського керівництва, що цінує віру, а не адміністрування.. Превост також стверджував, що Католицька церква повинна вжити більше заходів проти зміни клімату. На семінарі в листопаді 2024 року він заявив, що «панування над природою» не повинно бути «тиранічним».

### Літургійна та церемоніальна практика

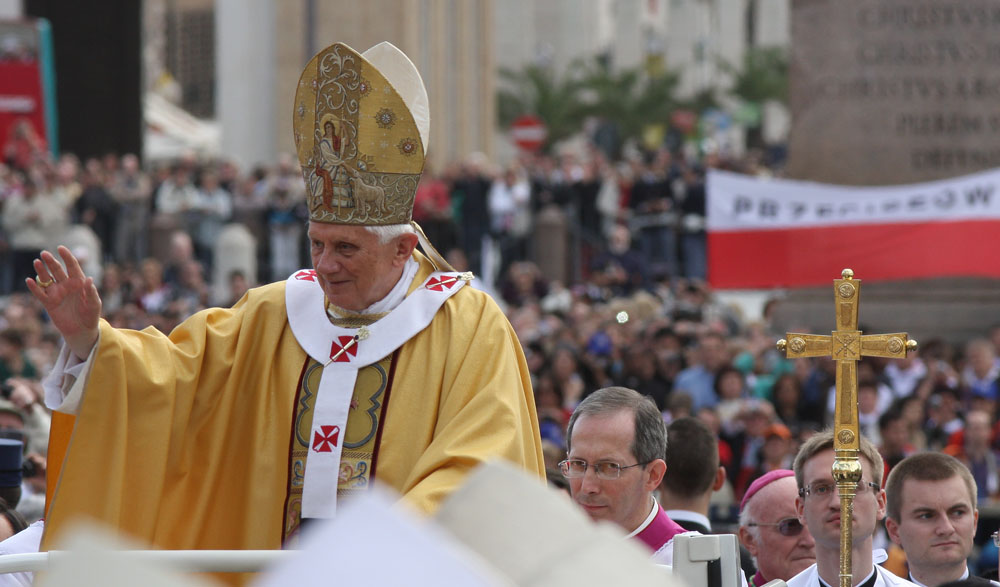
Папа Лев використав папську ферулу Бенедикта XVI (тут її тримає папський помічник у 2007 році) для своєї першої Меси в Сикстинській капелі після свого обрання

Під час своєї служби в Перу Превоста описували як «бездоганно одягненого» під час відправлення меси, коли він носив «формальні» ризи. У серпні 2024 року, виступаючи в парафії в околиці Чикаго, Превост заявив, що «літургія повинна бути прекрасною, щоб допомогти нам, щоб зміцнити нас у нашій вірі». Після свого обрання папою, Лев з'явився в традиційній червоній папській столі й моцетті, убраннях, яких не носив Папа Франциск, разом з наперсним хрестом, що містив мощі святих августинців, таких як Августин Гіппонський, Моніка і Томас із Вільянова. На своїй першій Месі в Сикстинській капелі в ролі папи він вирішив використати папську ферулу, або церемоніальний золотий посох, виготовлений для Бенедикта XVI і рідко використовуваний Франциском.

### Соціальні та політичні питання
Превост не підтримує висвячення жінок у диякони, кажучи, що це «не обов'язково вирішує проблему», і «це може створити нову проблему». Превост виступає проти евтаназії та абортів. Як єпископ Чиклайо Превост виступав проти включення в навчальні програми «вчень про гендер у школах» у Перу, стверджуючи, що «просування гендерної ідеології спантеличує, оскільки воно прагне створити неіснуючі гендери».
Знайомий Папи Лева XIV у Чиклайо, Хесус Леон Анхелес, зазначив, що він піклувався про венесуельських біженців у Перу.
Раніше, у 2012 році, Превост висловлювався проти гомосексуальності, кажучи, що популярна культура сприяє «симпатії до переконань і практик, які суперечать Євангелію», посилаючись на «гомосексуальний спосіб життя» та «альтернативні сім'ї, що складаються з партнерів однієї статі та їхніх усиновлених дітей».
У Twitter Превост критикував аборти, контрацептиви та смертну кару, а також висловлював співчуття з приводу вбивства Джорджа Флойда та критикував політику щодо імміграції президента США Дональда Трампа й віце-президента Джей Ді Венса.
Лев XIV критикував віцепрезидента США католика Джей Ді Венса за хибне трактування християнського вчення про любов. Він виступив проти спроби Венса використовувати концепцію ordo amoris (порядку любові) для виправдання нерівного ставлення до людей залежно від їхнього походження чи соціального статусу. Лев XIV наголосив, що Ісус Христос не вчив розставляти пріоритети в любові між різними групами людей.

### Україна
У 2022 в інтерв'ю перуанському виданню Semanario Expresión Превост звинуватив Росію в агресії проти України та злочинах проти людяності, закликавши РФ скласти зброю.
«Є багато аналітичних оцінок цього конфлікту, війни, яку зараз переживає Україна, але, з моєї точки зору, це справжнє імперіалістичне вторгнення, де Росія хоче захопити територію з мотивів влади і своїх власних інтересів — через стратегічне розташування, а також через величезну культурну, історичну та виробничу цінність України для Росії.
І вже доведено, що в Україні скоюються злочини проти людяності.»
14 травня 2025 року Папа Римський Лев XIV запропонував своє посередництво країнам світу, що воюють. «Святий Престол відкритий надати простір для того, щоб вороги зустрілися й подивилися у вічі, щоб народам була повернена надія й повернена гідність, на яку вони заслуговують, гідність миру. Народи прагнуть миру, і я, поклавши руку на серце, кажу провідникам народів: зустріньмося, ведімо діалог і переговори. Війна ніколи не є неминучою. Зброя може і повинна замовкнути, бо вона не розв'язує проблем, а лише збільшує їх», — сказав він.

## Папство

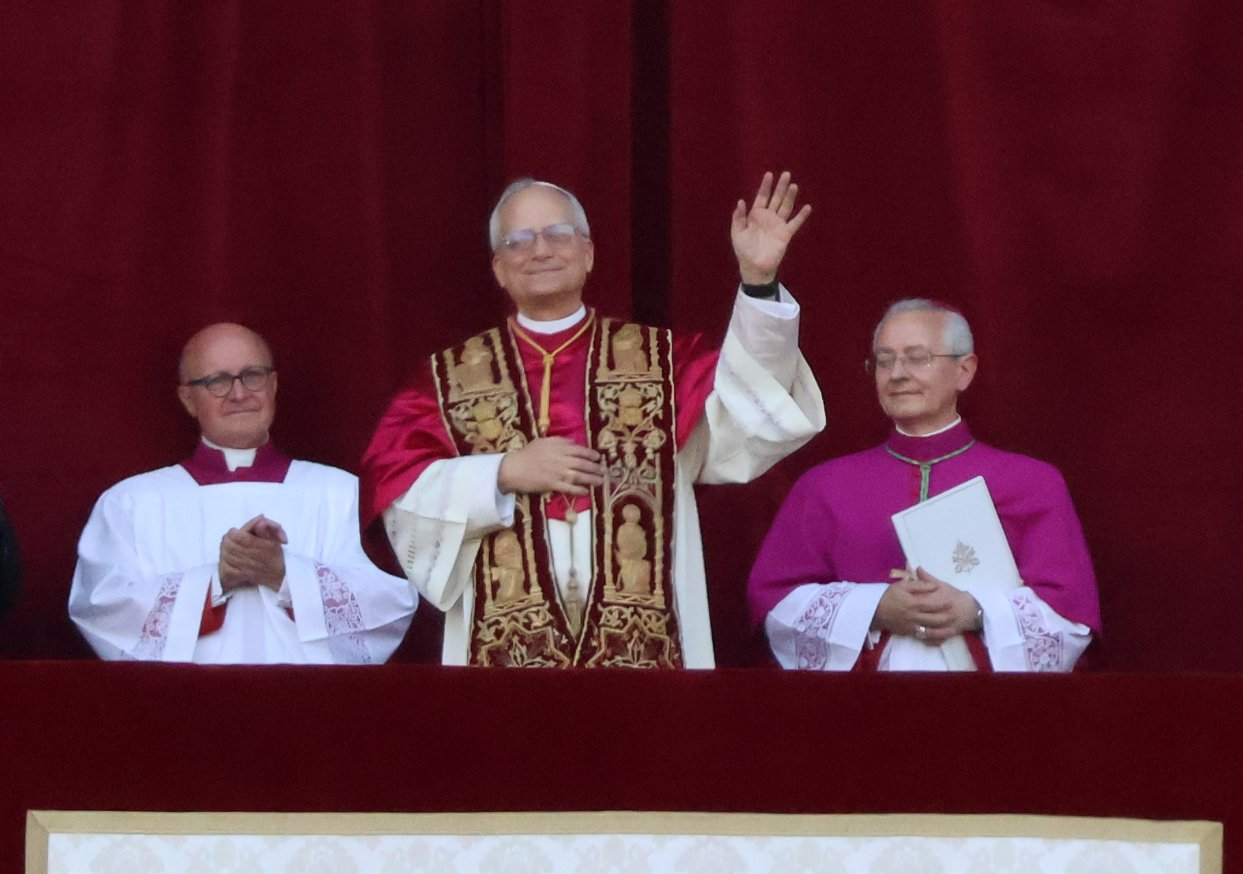
Папа Лев XIV вітає людей, що зібралися на майдані святого Петра, під час свого першого публічного виступу як папа.

Напередодні папського конклаву 2025 року Превост уважався темною конячкою порівняно з більш відомими папабілями, хоча його зазначали як союзника папи Франциска й можливого компромісного кандидата. Прихильники стверджували, що він представляв «гідну середину».
8 травня 2025 року, на другий день папського конклаву 2025 року, Превост став першим Папою з Північної Америки. Він узяв папське ім'я Лев XIV, продовжуючи традицію після Лева XIII. За словами директора пресслужби Святого Престолу Маттео Бруні, вибір цього імені був «чітким посиланням на „Rerum novarum“ Лева XIII». Приблизно через годину після його обрання Папа Лев XIV був представлений кардиналом Домініком Мамберті, Протодияконом Колегії кардиналів, з балкону базиліки Святого Петра, потім Лев з'явився, щоб привітати зібраний натовп. На відміну від Франциска, який обирав носити прості білі шати, Лев XIV одягнув повну папську моцетту.
9 травня, наступного дня після обрання, Лев відслужив свою першу месу як папа в Сикстинській капелі перед зібраною Колегією кардиналів. Під час меси він проповідував проти браку віри у світі та говорив про Церкву, яка буде «маяком, що освітлює темні ночі цього світу». Італійська державна телекомпанія RAI повідомила, що Лев постійно проживатиме в Апостольському палаці, а не в Domus Sanctae Marthae, як це робив Франциск. Його інавгураційна меса запланована на 18 травня на площі Святого Петра.
10 травня 2025 року Папа Лев XIV під час зустрічі з кардиналами в залі синоду пояснив причини вибору свого папського імені , підтверджуючи тлумачення кількох коментаторів:
|  | «Це принципи Євангелія, які завжди надихали та оживляли життя і діяльність Божої Родини, цінності, через які милосердне обличчя Отця явилося і продовжує являти себе в Сині, що став людиною, кінцевій надії кожного, хто щиро прагне правди, справедливості, миру та братерства». Саме тому, що я відчував покликання продовжувати цей шлях, я подумав про те, щоб взяти собі ім'я Лева XIV. Є кілька причин, але головна з них полягає в тому, що Папа Лев XIII у своїй історичній енцикліці «Rerum Novarum» звернувся до соціального питання в контексті першої великої промислової революції; і сьогодні Церква пропонує кожному свою спадщину соціального вчення, щоб відповісти на чергову промислову революцію та розвиток штучного інтелекту, які ставить нові виклики для захисту людської гідності, справедливості та праці.» |

Урочиста інтронізація Лева XIV відбулася 18 травня 2025 року на площі Святого Петра, церемонію відвідало понад 200 тисяч паломників. У першій проповіді папа визнав, що вважає себе обраним понтифіком без будь-яких для того заслуг, подякував усім, хто за нього молився, закликав віруючих до єднання та самовідданої любові до ближнього, а церква назвав символом єдності та спільності, який має стати «закваскою для примиреного світу».
Делегацію Сполученого королівства Великобританії та Північної Ірландії очолив принц Едвард, Іспанії – король Філіп VI та королева Летиція, Польщі – президент Анджей Дуда, Аргентини – президент Хав'єр Мілей, Нігерії – президент Бола Тінубу, Ізраїлю – президент Іцхак Герцоґ, Канади – прем'єр-міністр Марк Карні, Німеччини – канцлер Фрідріх Мерц, Австралії - прем'єр-міністр Ентоні Албаніз, України - президент Володимир Зеленський.
18 травня 2025 року папа прийняв у себе президента Перу Діна Болуарте, президента України Володимира Зеленського та віцепрезидента США Джей Ді Венса.
19 травня 2025 року в Апостольському палаці відбулася перша зустріч папи Лева XIV та патріарха Варфоломія I. Обидва ієрархи підтвердили прихильність до збереження діалогу між католицтвом і православ'ям. Патріарх Варфоломій I наголосив на важливості продовження лінії папи Франциска у питаннях збереження миру в християнстві та на всій землі. На зустрічі Лев XIV підтвердив бажання відвідати Туреччину на честь 1700-річчя Першого Нікейського собору, орієнтовно було названо листопад 2025 року.
26 травня 2025 року в рамках святкування 62-го Дня Африки Лев XIV зустрівся з африканськими паломниками, серед яких були дипломатичні представники африканських країн.

## Особисте життя
У Лева XIV є два брати, Луїс і Джон. Ввечері перед конклавом Превост запитував своїх братів телефоном, яким має бути його ім'я.
Мати, Мілдред, померла 18 червня 1990 року. Батько Луїс помер 8 листопада 1997 року. У дитинстві, і пізніше, друзі називали Превоста «Боб». Його старший брат, Луїс, служив у військових силах, мешкає у Флориді.
Лев XIV вважає себе тенісистом-аматором. Коли його призначили до Риму, він заявив, що сподівається мати більше можливостей для тренувань, ніж він мав у Перу. За словами його брата Джона, він є фанатом Чикаго Вайт Сокс з Головної бейсбольної ліги.
Він регулярно грає в Wordle та Words with Friends зі своїми братами.

## Виноски
1. ↑  Про те, що Рею дозволили жити в монастирі, вперше повідомила газета Chicago Sun Times у 2021 році на основі документів, які Церква оприлюднила у 2014 році.[24]